# منتخب جزر سليمان لدوري الرغبي
منتخب جزر سليمان لدوري الرغبي هو ممثل جزر سليمان الرسمي في المنافسات الدولية في دوري الرغبي .